# Цебре
«Цебре Регби» (итал. Zebre Rugby) или «Цебре Парма» (итал. Zebre Parma, в. пер с итал. «зебры») — итальянский регбийный клуб, который начал выступления в Про12 и Кубке Хейнекен в 2012 г. Команда также создана в 2012 г. и базируется в Парме. Создание команды и предоставление ей слота в Про12 обусловлены финансовыми проблемами, вынудившие приостановить работу другого клуба из Италии — «Айрони», позиции которого и унаследовал «Цебре».

## История
Вопрос о присоединении итальянских коллективов к Кельтской лиге находился в стадии обсуждения много лет. Было предпринято несколько неудачных попыток интеграции команд Италии в клубную систему британских стран, тем не менее, надежда на одобрение заявки оставалась. В течение долгого времени она блокировалась шотландской стороной, требовавшей модификации системы управления лигой. В феврале 2010 г. рассмотрение вопроса было отложено: действительные члены утверждали, что уже через три года итальянские команды могут покинуть лигу. Кроме того, финансовое положение клубов не отвечало требованиям чемпионата: участие предполагало более широкий штат сотрудников (в т. ч. игроков) и дополнительные расходы на транспортировку. Наконец, стороны пришли к соглашению в марте 2010 г., и с сезона 2010/11 Италия получила представительство в новой лиге. Для клубов с Апеннинского полуострова также резервировались места в Кубке Хейнекен, которые ранее предоставлялись лучшим двум командам Супер 10 — итальянского чемпионата.
Присоединение Италии к элите европейского регби в 2000 г. не сделало её сборную конкурентоспособной. Одним из популярных объяснений этому факту служит тезис о том, что лучшие игроки страны вынуждены играть в слабом домашнем чемпионате либо уезжать за рубеж. Кельтская лига — цель итальянских функционеров — считалась при этом одной из сильнейших. Так, в матче 2009 г. между сборными Ирландии и Уэльса на поле вышли 42 представителя клубов Кельтской лиги при 44 участниках.
Изначально предполагалось, что Италию в новом для неё состязании будут представлять «Айрони» и «Преторианс Рома». Впрочем, позже заявка столичной команды была отклонена, и вакантное место занял «Бенеттон».
Дебютный сезон «Айрони» оказался провальным. Единственным громким событием для клуба за весь соревновательный год стала победа над французским «Биаррицем». В Про12 итальянцы смогли переиграть соперника лишь однажды. Второй сезон, также продемонстрировавший несостоятельность команды из Виаданы, принёс «Айрони» ещё и финансовые трудности. В результате Итальянская федерация регби отозвала у «цапель» лицензию. Руководители итальянского регби отказались от проведения конкурса заявок и решили создать для Про12 совершенно новый клуб, удерживая над ним полный контроль. В июне 2012 г. поступило официальное заявление, согласно которому команда будет называться «Цебре», а домашние матчи проводить в Парме.

## Команда
Название «Цебре» было выбрано Итальянской федерацией регби. В прошлом под этим именем выступала пригласительная команда из Северо-Западной Италии, активно созываемая в 1973—1996 гг.
Клуб проводит домашние матчи на стадионе «25 апреля» в Парме. Другим резидентом арены является команда чемпионата Италии «Крочати». В данный момент проводится расширение и обновление стадиона. Летний тренировочный лагерь «Цебре» (2012 г.) был организован в Университете Пармы.
Основой состава «Цебре» являются итальянские регбисты. В первичном списке тридцати шести подписанных игроков только трое не имели теоретической возможности сыграть за сборную Италии. В заявку клуба включены девятнадцать бывших игроков «Айрони». Внимание уделяется и работе с молодёжью: значительная доля игроков воспитана в академии Итальянской федерации.

### Тренерский штаб и персонал
- Спортивный директор — Роберто Манги;
- технический директор — Кристиан Гежан;
- ассистенты главного тренера — Винченцо Трояни и Алессандро Тронкон;
- менеджер — Фабио Онгаро;
- фитнес-тренер — Массимо Дзагини.[13]

## Текущий состав
| Пропы - / Эдуардо Белло - Паоло Буонфильо - Джозуэ Дзилокки - Андреа Ловотти - Маттео Ночера - Даниэле Римпелли - Роберто Тенга - Данило Фискетти - Александру Цэруш Хукеры - Лука Биджи - Марко Манфреди - Оливейро Фабьяни - Массимо Чечилиани Локи - Джордж Бьяджи - Мик Кирни - Леонард Крумов - Иан Нейгл - Самуэле Ортис - Дейв Сизи - / Кристиан Стоян | Фланкеры - Якопо Бьянки - Ренато Джаммариоли - Джованни Ликата - Лоренцо Масселли - Максим Мбанда - Йохан Мейер - Джимми Туиваити - Аписаи Тауявуса Скрам-хавы - Николо Казилио - Гульельмо Палаццани - Марчелло Виоли - Джош Рентон Флай-хавы - Карло Канна - Паоло Пескетто - Антонио Рицци - Франсуа Бруммер | Центры - Джулио Бизеньи - Томмазо Бони - Джейми Эллиот - Энрико Луккин Винги - Паула Балекана - Маттиа Беллини - Пьер Бруно - Габриэле Ди Джулио - Джованни Д’Онофрио - Чарли Уолкер Фулбэки - Микеланджело Бионделли - Джуниор Лалоифи |
| | | |

## Игроки прошлых лет
- Андреа Мази
- Лусиано Леибсон
- Матиас Агуэро
- Никола Белардо
- Альберто Бенеттин
- Мауро Бергамаско
- Марко Бортолами
- Паоло Бузо
- Джованбаттиста Вендитти
- Майкл ван Вурен
- Гонсало Гарсиа
- Давиде Гиаццон
- Томмазо Кастелло
- Никола Каттина
- Эмильяно Каффини
- Филиппо Каццола
- Альберто Киллон
- Филиппо Кристиано
- Роберто Куартароли
- Андреа де Марки
- Андреа Маничи
- Лука Мартинелли
- Давид Одьете
- Лучано Оркера
- Сальваторе Перуджини
- Маттео Пратикетти
- Сэмьюэл Пэйс
- Лука Редольфини
- Леонардо Сарто
- Джош Соул
- Тито Тебальди
- Руджеро Тревизан
- Флавио Триподи
- Карло Фаццари
- Филиппо Феррарини
- Карло Фестучча
- Кинтин Хелденхуис
- Андрей Маху
- Синоти Синоти
- Дэйв Райан